# Haworthia bruynsii
Haworthia bruynsii là một loài thực vật có hoa trong họ Măng tây. Loài này được M.B.Bayer mô tả khoa học đầu tiên năm 1981.
Loài này là loài đặc hữu của một khu vực nhỏ ở tỉnh Eastern Cape ở Nam Phi.

## Phân bố
Loài này hiện diện trong một khu vực nhỏ xung quanh trang trại Springbokvlakte, ở tỉnh Eastern Cape, Nam Phi. Nó cũng có mặt xa tận các vùng nông thôn phía đông nam của Steytlerville. Trong phạm vi này, loài này mọc cùng với loài có mối quan hệ tương đối gần, haworthia sordida, cũng như haworthia springbokvlakensis, haworthia decipiens và haworthia nigra.
Đây là một khu vực khô cằn có mưa mùa hè. Loài cây này có xu hướng mọc trong bóng mát, khu vực có mái che giữa đá và bụi cây bên dưới - thường được bao phủ trong cát, sỏi và đá mạt. Chúng đòi hỏi đất thoát nước tốt.